# La Chapelle-Rablais
La Chapelle-Rablais település Franciaországban, Seine-et-Marne megyében. Lakosainak száma 907 fő (2022. január 1.). La Chapelle-Rablais Coutençon, Villeneuve-les-Bordes, Échouboulains, Fontains, Fontenailles, Laval-en-Brie és Nangis községekkel határos.

## Népesség
A település népességének változása:
| Lakosok száma | 985  | 983  | 971  | 946  | 928  | 916  | 908  | 899  | 907  |
|               | 2013 | 2015 | 2016 | 2017 | 2018 | 2019 | 2020 | 2021 | 2022 |